# مورگان +۴
مورگان +۴ (Morgan +۴) خودرویی است که در سال‌های ۱۹۵۰ تا ۱۹۶۱

۴،۵۸۴ produced۱۹۸۵-۲۰۰۰
۲۰۰۵-dateدر انگلند تولید شده‌است.
این خودرو در کلاس خودرو اسپورت قرار گرفته و وزن آن در حالت طبیعی ۱٬۸۴۸ پوند (۸۳۸ کیلوگرم) است.

## نگارخانه

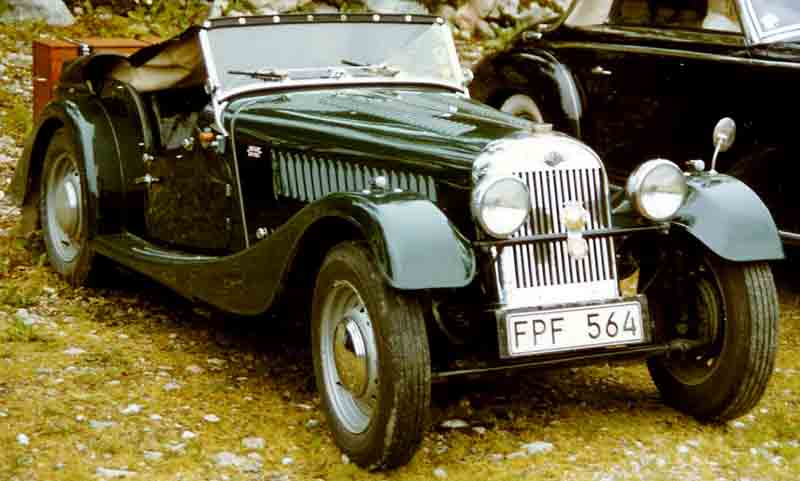
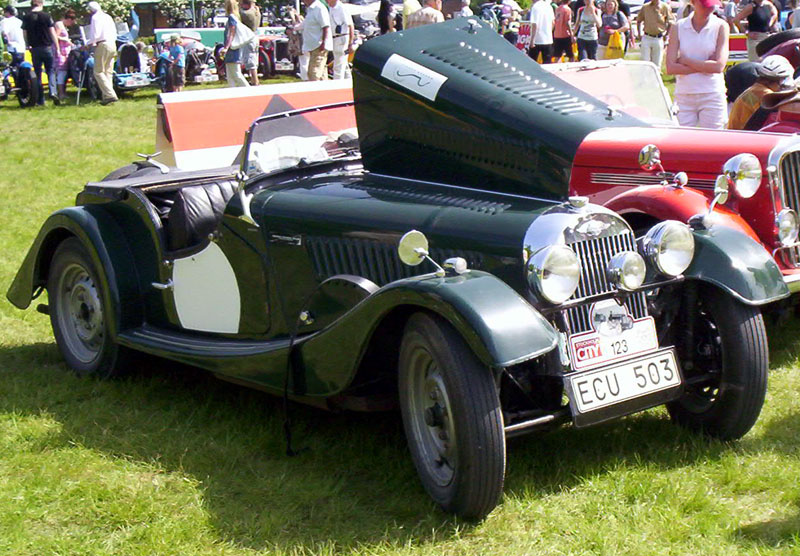
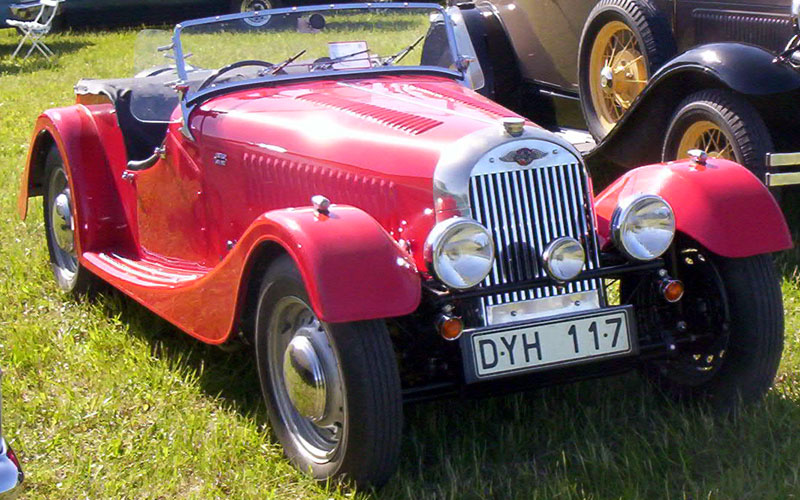
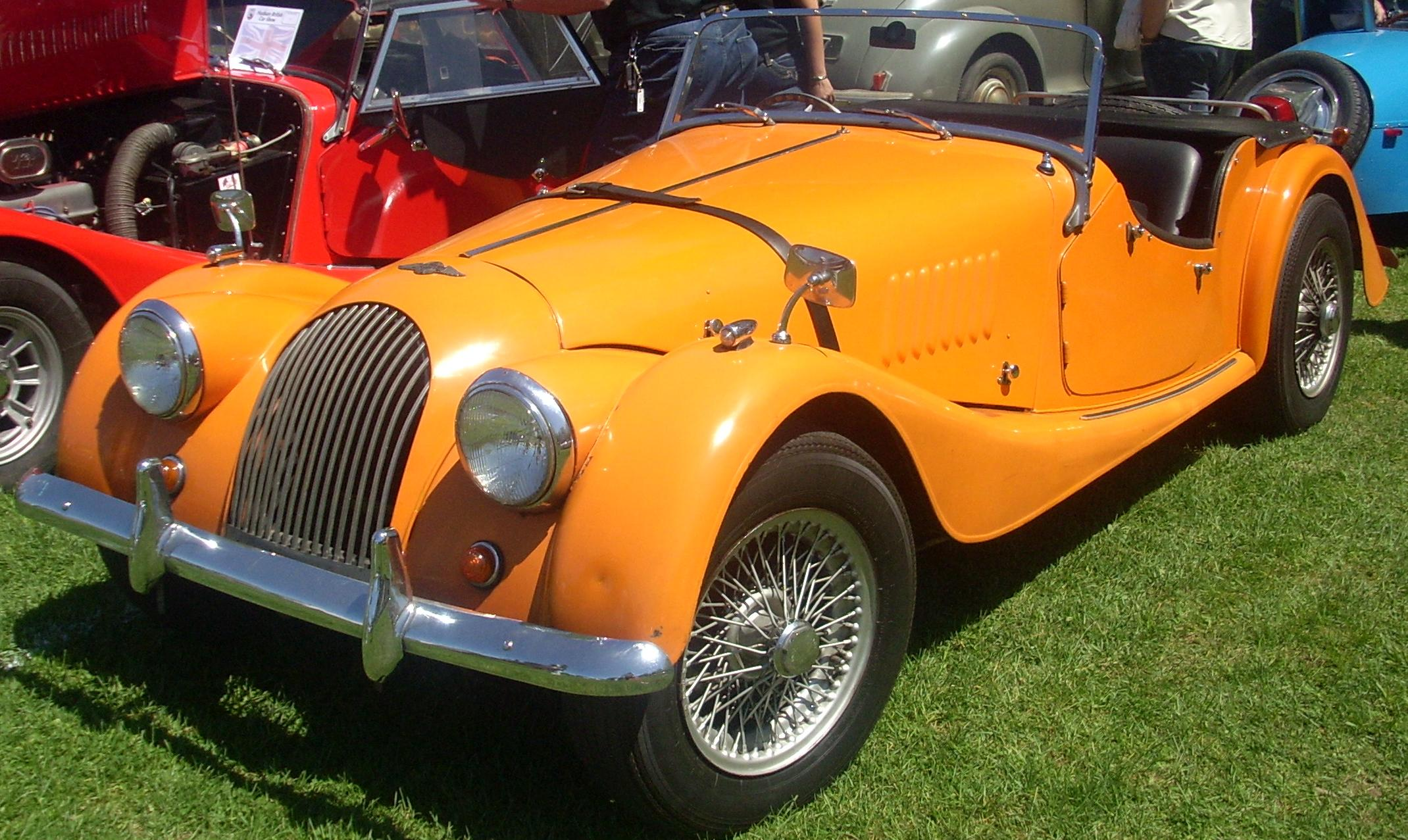
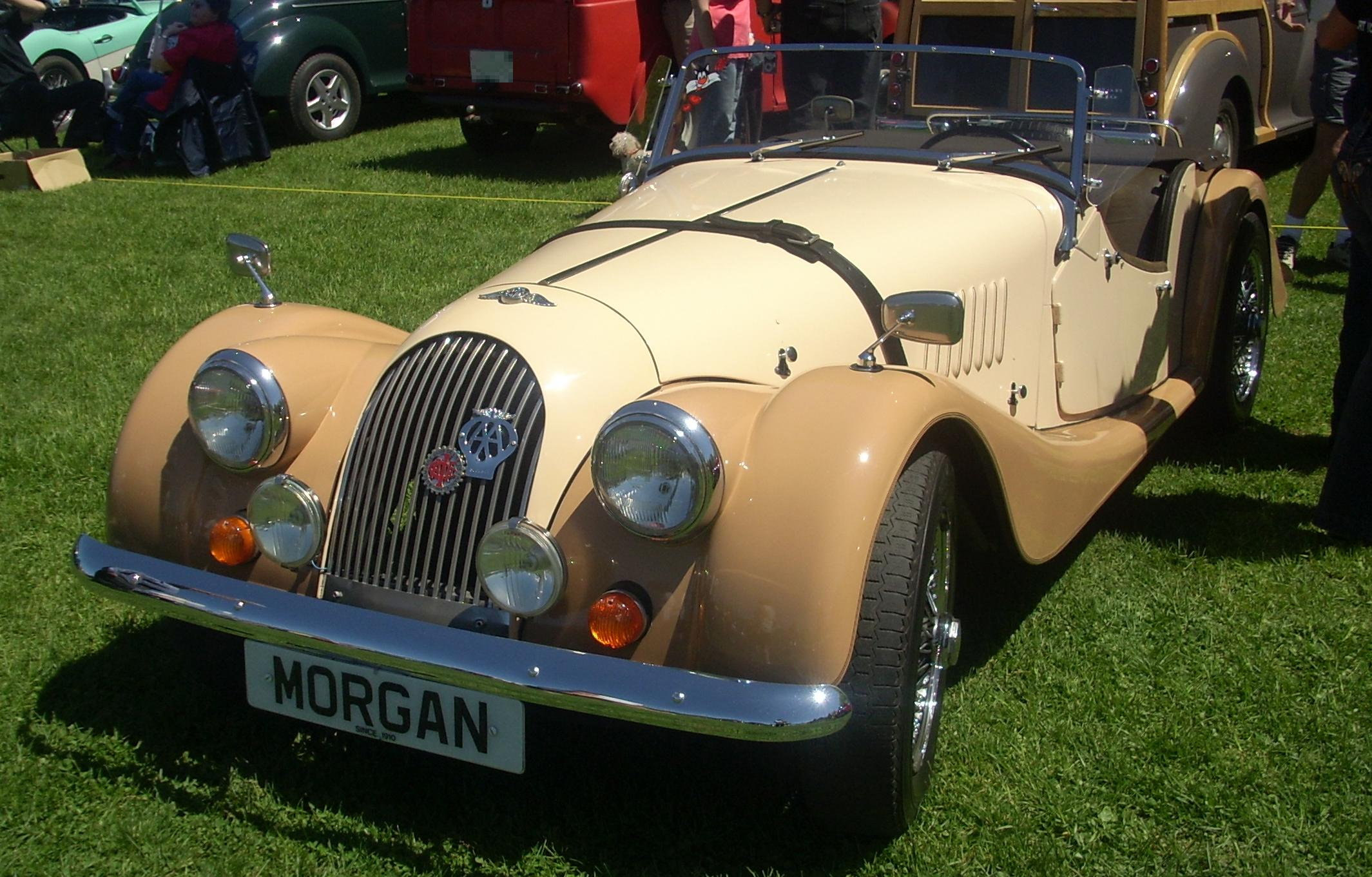